# Edward Hawke Locker
Edward Hawke Locker, militar y artista inglés.  Se educó en el King's College.  Tuvo diversos cargos en la armada, viajando a Bengala y al Mediterráneo, y en dos de sus misiones pasó por España.
Una de sus facetas fue la de artista.  En su familia había una tendencia hacia las artes, lo que junto a su buena formación y holgada posición económica le ayudaron a formarse.  Fue miembro de la Royal Society y uno de sus principales logros fue el de fundar un museo en la ciudad de Greenwich en el que se exponían los retratos de marinos célebres de la marina inglesa.  Tuvo una participación destacada en el mundo cultural de Inglaterra.

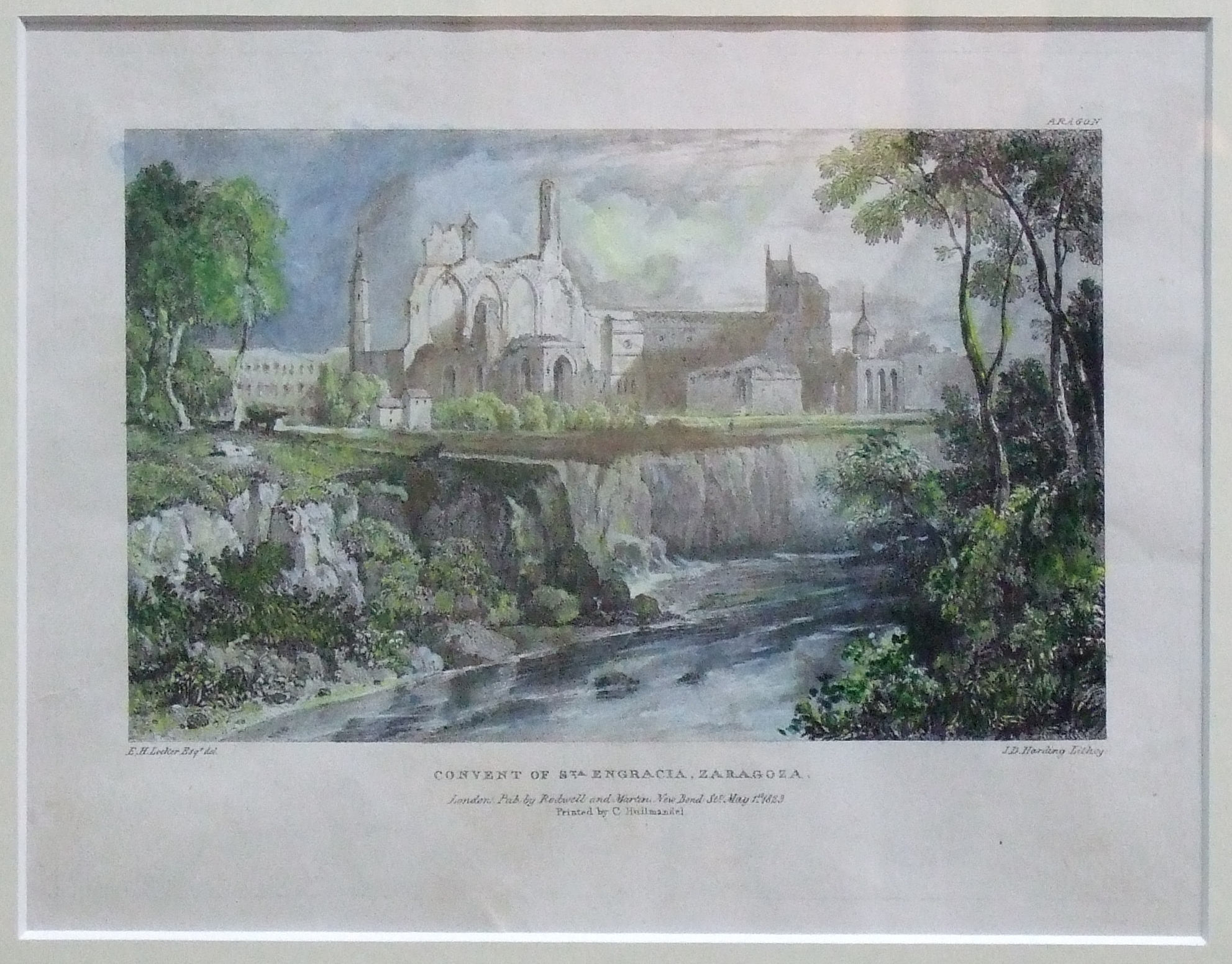
Edward Hawke Locker: Convento de Santa Engracia en ruinas (1813-1824).

Se conservan dos acuarelas en los museos Victoria y Alberto de Londres.
También tuvo éxito en el mundo de las letras, fundando la revista The plain englishman, conjunto de artículos originales y selectos que tuvieron una gran influencia en su tiempo. En su círculo de amistades se encontraban artistas destacados, como Robert Southey, Walter Scott y Samuel Taylor Coleridge, conocidos artistas e intelectuales de la época.
Visitó dos veces España, en 1811 y 1823, y del segundo viaje, escribió el libro Views in Spain, en el que recoge sus impresiones y 60 dibujos de lugares, ciudades y pueblos de España.
En su recorrido visitó Cataluña, Aragón, País Vasco, Navarra, las dos Castillas, Valencia y de nuevo Cataluña.  No se paró en grandes poblaciones, quizá por la ocupación francesa y la mayor vigilancia y sí se prodigó en pequeñas, poblaciones, aldeas y caseríos.  Por ello se pueden encontrar vistas que otros viajeros anteriores, como Alexandre Laborde y Henry Swinburne no habían recogido.